# Wamme
Pour les articles ayant des titres homophones, voir Wame et Wham!.
La Wamme est une rivière de Belgique, située dans la province de Luxembourg, affluent de la Lomme, et fait donc partie du bassin versant de la Meuse.

## Géographie
La Wamme résulte de la confluence de plusieurs ruisseaux qui prennent leurs sources dans la Fagne de la Flache (bois de Grune), à une altitude de 520 - 525 m, dans les forêts situées au Nord-Est de Saint-Hubert.
En amont de Mochamps, la Wamme reçoit, en rive droite, le ruisseau du Fayi de Luci, intéressant cours d'eau, exutoire de la tourbière du même nom où se trouve la zone de haut intérêt biologique de Hourchamps.
La Wamme se jette dans la Lomme à Jemelle en passant près des villages de Bande, Grune, Harsin, Hargimont et On.

## Bassin versant
Il est de 145 km2. Sur les 480 km2 du bassin de la Lomme, il y a donc 145 km2, soit un quart, qui reviennent à la Wamme. La superficie totale du bassin de la Lesse est de 1 343 km2.